# Fédération nationale des associations représentatives des étudiants en sciences sociales
Pour les articles homonymes, voir Ares (homonymie).
La Fédération nationale des associations représentatives des étudiants en sciences sociales (ARES) est une structure regroupant de nombreuses associations étudiantes des filières du domaine Sciences sociales. Association loi de 1901, elle œuvre dans l’intérêt commun des étudiants en droit, sciences économiques et de gestions, AES, IAE et science politique.

## Création
L’ARES a été créée le 30 janvier 2010 par onze associations étudiantes, afin de se regrouper pour mieux promouvoir et défendre leurs actions.
Le 20 février, la première assemblée générale de l’ARES se tenait à Reims. Cette assemblée générale a été l'occasion pour de nouvelles associations d'adhérer à l’ARES.
Peu après, le premier conseil d’administration de l’ARES se réunit à Strasbourg le 27 mars. Une nouvelle fois, des nouvelles associations s'ajoutent au réseau. C'est à cette occasion que l'ARES vote à l'unanimité une motion pour adhérer à la Fédération des associations générales étudiantes. L'adhésion est votée à l'unanimité lors de l’assemblée générale de la FAGE quelques semaines plus tard.

## Organisation
L’ARES est une fédération de filières dont le fonctionnement repose sur le modèle de démocratie participative. L’ARES est administrée par un conseil d’administration où siègent les associations membres de la structure. Les membres actifs votent la politique générale de l’ARES que le bureau national devra appliquer durant son mandat. Le bureau national est élu pour un mandat annuel en assemblée générale qui se tient en début d’année universitaire. Les grandes orientations de la structure y sont discutées et décidées.

### Bureaux nationaux
Le président est élu tous les ans et peut se représenter une seule fois à sa propre succession. 
Liste des présidents successifs
- Janvier 2010 - octobre 2010 : Bryan Coder, étudiant en master management, spécialité finance à l'université de Reims Champagne-Ardenne[5],[6]
- 2010 - 2011 : Bryan Coder, étudiant en master économie à l'université Paris Ouest Nanterre La Défense[7]
- 2011 - 2012 : Julien Bourquard, étudiant en master GRH à l'université Paris-1 Panthéon-Sorbonne[8]
- 2012 - 2013 : Quentin Guy Favier, étudiant en master Droit Social à l'université de Strasbourg
- 2013 - 2015 : Erwann Tison, étudiant en master d'économie à l'université de Strasbourg
- 2015 - 2016 : Tristan Brehier, étudiant en master de Droit public à l'Université de Bretagne-Occidentale
- 2016 - 2017 : Alexandre Arlin, étudiant en master de droit et d'économie à Toulouse School of Economics
- 2017 - 2018 : Simon Valloire, étudiant en droit à l'université de Lorraine
- 2018 - 2019 : Victoria Di Costanzo, étudiante en master de droit public à l'université Aix-Marseille
- 2019 - 2021 : Geremy Desgranges, étudiant en droit à l'Université Clermont-Auvergne
- 2021 - 2023 : Alexandre Irand, étudiant en droit et en langues à l'Université de Bretagne Occidentale
- Depuis 2023 : Lucas Blache, étudiant en master d’économie sociale et solidaire à l’Université Paul Valéry Montpellier III[9]

| Identité      | Période      | Période | Durée |
| Identité      | Début        | Fin     | Durée |
| ------------- | ------------ | ------- | ----- |
| Jade Baty (d) | octobre 2024 |         |       |

## Objectifs
L'ARES a pour buts de fédérer les associations d’étudiants du domaine sciences sociales (droit, économie, AES, gestion, IAE, science politique), et de les représenter et défendre les intérêts matériels et moraux des étudiants en science sociale. Le but est aussi de réfléchir sur l'avenir de cette branche, en prenant notamment en compte les réformes amorcées dans l'université. 

### Représentation
Par ses associations membres, l’ARES compte de nombreux élus étudiants au sein des divers conseils décisionnels universitaires: Conseil d’Administration (CA), Conseil des Études et de la Vie Universitaire (CEVU), Commission de la Formation et de la Vie Universitaire (CFVU), Conseil Scientifique (CS), Commission de la Recherche (CR) ou encore Conseil de Faculté (UFR). 
L'ARES est aussi présente au sein des conseils d'administration des centres régionaux des œuvres universitaires et scolaires (CROUS) de France.
L’ARES est également présente parmi les hautes instances de l’Enseignement supérieur via la FAGE, à laquelle elle est adhérente. L’ARES assure ainsi la représentation des étudiants au Conseil national de l'enseignement supérieur et de la recherche (CNESER) et au Centre national des œuvres universitaires et scolaires (CNOUS).

## Actions
En octobre 2011, l'ARES lance ARES-Avenir.org, une plate-forme d"insertion professionnelle développée bénévolement par et pour des étudiants en droit, sciences économiques et AES.
En 2017, l'ARES met en place la Carto-licence et Carto-master, deux outils permettant aux étudiants en sciences sociales de trouver une licence, une licence professionnelle ou un master parmi ceux proposés en France, l'action permettait à l'époque de donner de la visibilité a des formations parfois trop peu connues par les services d'orientation.

## Réseau
Le réseau de l’ARES se divise entre membres actifs et membres observateurs. Les membres actifs prennent part à l’ensemble des aspects du fonctionnement de l’ARES et disposent d’un droit de vote égal entre eux aux conseils d’administration et assemblées générales de l’ARES. Tandis que les membres observateurs participent à l’actualité de l’ARES mais ne disposent pas du droit de vote lors des conseils d’administration.